# O zittre nicht, mein lieber Sohn

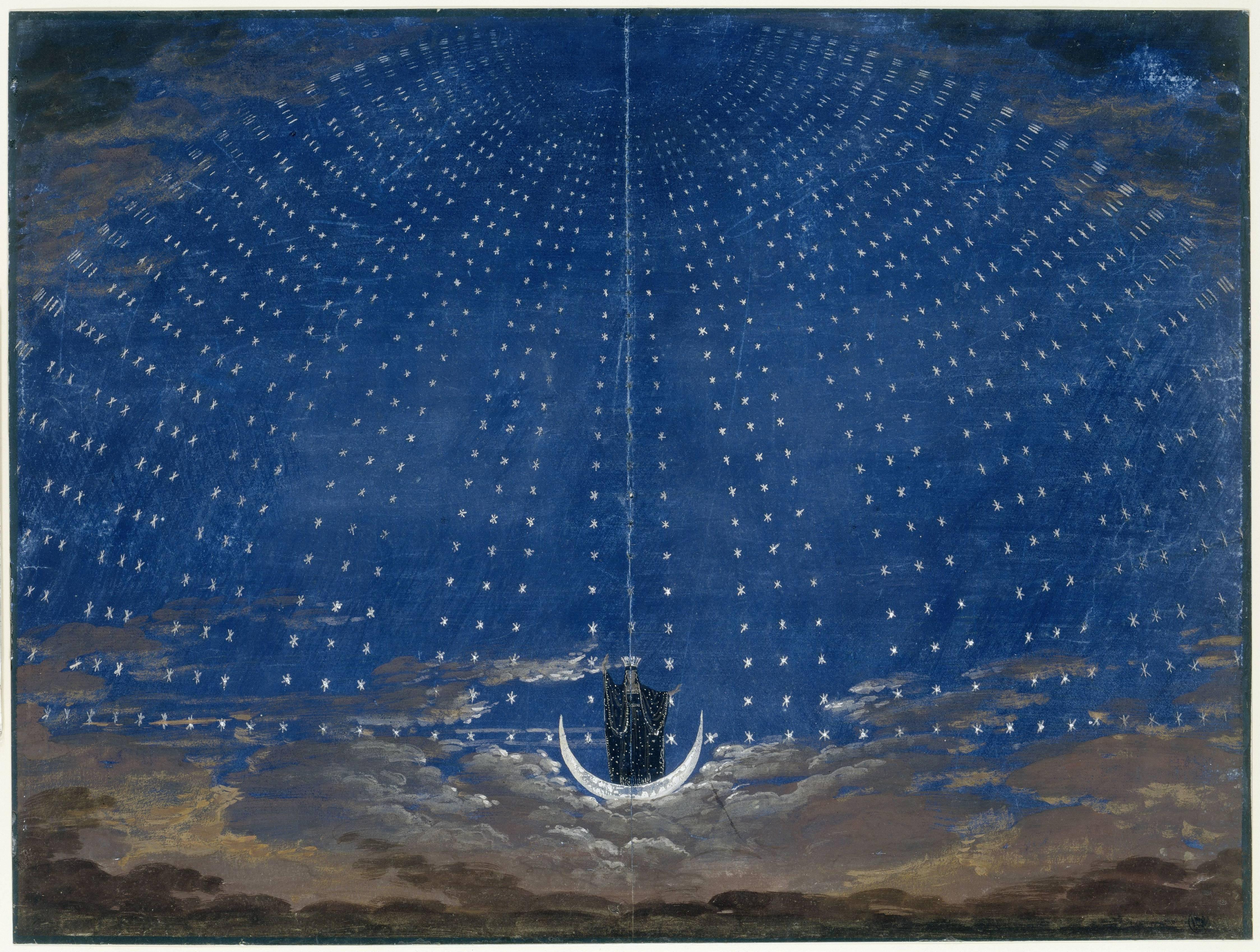
Prima apparizione della Regina della Notte, poggiante su una falce di Luna: guazzo di Karl Friedrich Schinkel per una scenografia del Flauto magico (1815)

O zittre nicht, mein lieber Sohn (Oh, non tremare mio caro figliuolo) è la prima aria cantata dalla Regina della Notte nel Flauto magico. Sebbene non sia famosa quanto la seconda aria intonata dal personaggio, Der Hölle Rache kocht in meinem Herzen, è pur sempre un'aria piuttosto impegnativa che richiede un soprano di coloratura con una tessitura estremamente alta e una grande flessibilità vocale.

## Contesto nell'opera
La Regina della Notte, personaggio avido di potere, appare al principe Tamino, che nella scena precedente ha contemplato il ritratto della di lei figlia Pamina, innamorandosene. La Regina della Notte, fingendo tutto il suo dolore per la perdita della figlia, a suo dire rapita da Sarastro, presentato come un mago malvagio ma in realtà sacerdote molto saggio e detentore del potente Cerchio del Sole, da lei bramato, gli chiede di liberarla promettendogli in cambio la mano della figlia.

## Testo
| O zittre nicht, mein lieber Sohn, du bist unschuldig, weise, fromm – Ein Jüngling so wie du, vermag am besten, dies tiefbetrübte Mutterherz zu trösten.– Zum Leiden bin ich auserkoren, denn meine Tochter fehlet mir. Durch sie ging all mein Glück verloren. Ein Bösewicht entfloh mit ihr. Noch seh' ich ihr Zittern mit bangem Erschüttern, ihr ängstliches Beben, ihr schüchternes Streben. Ich musste sie mir rauben sehen. "Ach helft!" – war alles was sie sprach – allein vergebens war ihr Flehen, denn meine Hülfe war zu schwach. Du wirst sie zu befreien gehen, du wirst der Tochter Retter sein! – ja! du wirst der Tochter Retter sein. Und werd' ich dich als Sieger sehen, so sei sie dann auf ewig dein. | Oh, non tremare, caro figliolo! Tu sei innocente, saggio, pio; Un giovanotto come te può meglio di ogni altro consolare questo afflitto cuore di madre. Alla sofferenza sono stata eletta, perché mi manca mia figlia; con lei ho perduto tutta la mia felicità. Un uomo malvagio è fuggito via con lei. Ancora vedo il suo palpitare, con ansioso spavento, il suo tremare atterrito, i suoi sforzi impauriti. Ho dovuto vedermela strappare via. "Aiutatemi!" – fu tutto ciò che disse – Ma invano fu la sua supplica, perché il mio aiuto è stato troppo debole. Tu andrai a liberarla, tu sarai il salvatore della figlia. Sì, tu sarai il salvatore della figlia. Se ti vedrò [tornare] vittorioso, lei sarà tua per sempre. |

## La musica
Il soprano solista (cui è richiesta un'estensione da Re3 a Fa5) canta insieme a un'orchestra composta da archi e coppie di oboi, fagotti e corni. Il pezzo è diviso in tre parti, ciascuno in una tonalità diversa:
1) recitativo (si bemolle maggiore). Teoricamente sarebbe la prosecuzione dell'Allegro maestoso precedente, ma di solito è eseguito a tempo libero.
2) prima parte dell'aria, Andante in sol minore.
3) seconda parte dell'aria, Allegro moderato di nuovo in si bemolle maggiore.
Nella terza parte l'aria raggiunge un alto livello di virtuosismo, culminante in una coloratura molto impegnativa: